# Zambiai labdarúgó-bajnokság (első osztály)
A zambiai Premier League, más néven MTN/FAZ Super Division a zambiai labdarúgó bajnokságok legfelsőbb osztályának elnevezése. 1962-ben alapították és 18 csapat részvételével zajlik. A bajnok a bajnokok Ligájában indulhat.

## A 2018–as bajnokság végeredménye és résztvevői
| Hely. | Csapat             | M  | Gy | D  | V  | G+ | G– | Gk  | P  | Továbbjutás vagy kiesés        |
| ----- | ------------------ | -- | -- | -- | -- | -- | -- | --- | -- | ------------------------------ |
| 1.    | ZESCO United       | 38 | 24 | 8  | 6  | 53 | 22 | +31 | 80 | 2018–19 CAF-bajnokok ligája    |
| 2.    | Nkana              | 38 | 22 | 10 | 6  | 66 | 27 | +39 | 76 | 2018–19 CAF-bajnokok ligája    |
| 3.    | Green Buffaloes    | 38 | 21 | 11 | 6  | 39 | 19 | +20 | 74 | 2018–19 CAF-konföderációs kupa |
| 4.    | Green Eagles       | 38 | 20 | 11 | 7  | 52 | 29 | +23 | 71 | 2018–19 CAF-konföderációs kupa |
| 5.    | Zanaco             | 38 | 21 | 4  | 13 | 53 | 40 | +13 | 67 |                                |
| 6.    | Power Dynamos      | 38 | 17 | 11 | 10 | 48 | 33 | +15 | 62 |                                |
| 7.    | Kabwe Warriors     | 38 | 15 | 13 | 10 | 31 | 27 | +4  | 58 |                                |
| 8.    | Buildcon           | 38 | 16 | 8  | 14 | 44 | 37 | +7  | 56 |                                |
| 9.    | Red Arrows         | 38 | 13 | 14 | 11 | 34 | 31 | +3  | 53 |                                |
| 10.   | Nkwazi             | 38 | 12 | 15 | 11 | 31 | 29 | +2  | 51 |                                |
| 11.   | Lusaka Dynamos     | 38 | 15 | 6  | 17 | 47 | 48 | −1  | 51 |                                |
| 12.   | Forest Rangers     | 38 | 14 | 9  | 15 | 38 | 39 | −1  | 51 |                                |
| 13.   | Kitwe United       | 38 | 11 | 13 | 14 | 36 | 37 | −1  | 46 |                                |
| 14.   | NAPSA Stars        | 38 | 10 | 15 | 13 | 29 | 30 | −1  | 45 |                                |
| 15.   | Nakambala Leopards | 38 | 12 | 7  | 19 | 18 | 32 | −14 | 43 |                                |
| 16.   | Lumwana Radiants   | 38 | 9  | 14 | 15 | 24 | 40 | −16 | 41 |                                |
| 17.   | National Assembly  | 38 | 9  | 12 | 17 | 38 | 55 | −17 | 39 | Elite Two                      |
| 18.   | Kabwe YSA          | 38 | 5  | 12 | 21 | 28 | 59 | −31 | 27 | Elite Two                      |
| 19.   | Nchanga Rangers    | 38 | 6  | 8  | 24 | 16 | 47 | −31 | 26 | Elite Two                      |
| 20.   | New Monze Swallows | 38 | 3  | 9  | 26 | 16 | 60 | −44 | 18 | Elite Two                      |

### Résztvevők települések szerint
Lusaka  7 
- Green Buffaloes
- Zanaco
- Lusaka Dynamos
- Nkwazi
- Red Arrows
- National Assembly
- NAPSA Stars

Ndola  4 
- ZESCO United
- Buildcon FC
- Forest Rangers
- New Monze Swallows

Kabwe  3 
- Green Eagles
- Kabwe Warriors FC
- Kabwe Youth Soccer Academy

Kitwe  3 
- Power Dynamos
- Nkana
- Kitwe United

Chingola  1 
- Nchanga Rangers

Mazabuka  1 
- Nakambala Leopards

Solwezi  1 
- Lumwana Radiants

## Az eddigi bajnokok
Korábbi győztesek sorrendben:
| - 2018: ZESCO United - 2017: ZESCO United - 2016: Zanaco - 2015: ZESCO United - 2014: ZESCO United - 2013: Nkana - 2012: Zanaco - 2011: Power Dynamos - 2010: ZESCO United - 2009: Zanaco - 2008: ZESCO United - 2007: ZESCO United - 2006: Zanaco - 2005: Zanaco - 2004: Red Arrows - 2003: Zanaco - 2002: Zanaco - 2001: Nkana - 2000: Power Dynamos - 1999: Nkana - 1998: Nchanga Rangers - 1997: Power Dynamos | - 1996: Mufulira Wanderers - 1995: Mufulira Wanderers - 1994: Power Dynamos - 1993: Nkana - 1992: Nkana - 1991: Power Dynamos - 1990: Nkana - 1989: Nkana - 1988: Nkana - 1987: Kabwe Warriors - 1986: Nkana - 1985: Nkana - 1984: Power Dynamos - 1983: Nkana - 1982: Nkana - 1981: Green Buffaloes - 1980: Nchanga Rangers - 1979: Green Buffaloes - 1978: Mufulira Wanderers - 1977: Green Buffaloes | - 1976: Mufulira Wanderers - 1975: Green Buffaloes - 1974: Zambia Army - 1973: Zambia Army - 1972: Kabwe Warriors - 1971: Kabwe Warriors - 1970: Kabwe Warriors - 1969: Mufulira Wanderers - 1968: Kabwe Warriors - 1967: Mufulira Wanderers - 1966: Mufulira Wanderers - 1965: Mufulira Wanderers - 1964: City of Lusaka - 1963: Mufulira Wanderers - 1962: Roan United |  |

## Bajnoki címek eloszlása
| Klub               | Bajnoki címek |
| ------------------ | ------------- |
| Nkana              | 12            |
| Mufulira Wanderers | 9             |
| ZESCO United       | 7             |
| Zanaco             | 7             |
| Green Buffaloes    | 6             |
| Power Dynamos      | 6             |
| Kabwe Warriors     | 5             |
| Nchanga Rangers    | 2             |
| City of Lusaka     | 1             |
| Red Arrows         | 1             |
| Roan United        | 1             |